# Valguta
Valguta är en ort i Estland. Den ligger i Rõngu kommun och landskapet Tartumaa, i den södra delen av landet, 160 km sydost om huvudstaden Tallinn. Valguta ligger 89 meter över havet och antalet invånare är 191.
Terrängen runt Valguta är huvudsakligen platt. Valguta ligger uppe på en höjd. Runt Valguta är det glesbefolkat, med 17 invånare per kvadratkilometer. Närmaste större samhälle är Elva, 13,8 km öster om Valguta. Omgivningarna runt Valguta är en mosaik av jordbruksmark och naturlig växtlighet.